# Катальпа
Ката́льпа (лат. Catalpa) — род растений семейства Бигнониевые; естественный ареал которых — Китай, Северная Америка, острова Карибского моря.
Некоторые виды выращивают как декоративные растения во многих регионах мира, в том числе в Беларуси, Украине и России (юго-западная половина Европейской части, может выращиваться также на юге Дальнего Востока).

## Описание
Деревья или кустарники высотой 1—32 м и диаметром ствола до 2 м.
Листья вечнозелёные или опадающие на зиму, по форме широкояйцевидные или сердцевидные.
Цветки обоеполые с двураздельной чашечкой и с двураздельным венчиком; тычинок пять, из них только две с пыльниками; пестик один, завязь с множеством семяпочек.
Плод — многосемянная коробочка. Семена крылатые.

## Виды
По информации The Plant List, род включает 11 видов. В 2017 году проведена таксономическая ревизия рода Катальпа, по итогам которой его разделили на две секции: Macrocatalpa и Сatalpa.
Секция Macrocatalpa Griseb. (тропические вечнозелёные деревья, потомки первых катальп):
- Catalpa brevipes Urb. — Катальпа короткоцветоножковая
- Catalpa purpurea Griseb. — Катальпа пурпурная
- Catalpa longissima (Jacq.) Dum.Cours. — Катальпа длиннейшая
- Catalpa macrocarpa (A.Rich.) Ekman ex Urb. — Катальпа крупноплодная

Секция Catalpa Scop. (листопадные деревья умеренного климата, их появление связано с миграциями из Северной Америки в Азию и обратно):
- Catalpa bungei C.A.Mey. — Катальпа Бунге
- Catalpa duclouxii Dode — Катальпа Дюкло[4], признана синонимом катальпы Бунге[2]
- Catalpa fargesii Bureau — Катальпа Фаргеза, признана синонимом Катальпы Бунге[2]
- Catalpa ovata G.Don — Катальпа яйцевидная
- Catalpa bignonioides Walter — Катальпа бигнониевидная, синоним: Catalpa syringaefolia Sims
- Catalpa tibetica Forrest — Катальпа тибетская, признана синонимом Катальпы бигнониевидной[2][5]
- Catalpa speciosa (Warder ex Barney) Warder ex Engelm. — Катальпа прекрасная

Наибольшей известностью пользуется катальпа бигнониевидная — красивое дерево до 16 м высотой. Листья крупные, сердцевидные. Цветки крупные (до 2,5 см), раздуто-колокольчатые, снаружи белые, изнутри пурпурные, испещрённые жёлтыми пятнами и полосками, собраны в конечные кисти. Плод — стручок до 50 см длиной, толщиной в палец. Дерево разводится в парках средней Европы и называется трубным деревом (нем. Trompetenbaum) — этим именем называется и другое растение (Cecropia), родом из Вест-Индии и южной Америки. Катальпа бигнониевидная выращивается в декоративных целях на юге США, в Японии, а также на Черноморском побережье Украины и России.
Другой вид, катальпа длиннейшая, производит древесину, известную под названием «антильского дуба» (фр. Chêne des Antilles), и кору, идущую для дубления. Вид растёт в Вест-Индии и на Антильских островах.

## Экология
Катальпа бигнониевидная населяет поймы рек, текущих по юго-востоку США. В затопляемых паводками лиственных лесах доминируют ива чёрная и тополь дельтовидный. На отдельных участках обнаружены, помимо катальпы, ясень пенсильванский, вяз американский, платан западный и виды клёна. Разреженный подлесок слагают подрост граба и кизила, кусты лидеры бензойной, падуба и форестьеры (Forestiera acuminata).
Катальпа Бунге (катальпа Фаргеза) обитает в речных долинах и на склонах хребта Циньлин, до высоты более 2000 м, где она растёт в мезофитных широколиственных и смешанных лесах. Встречается под кронами листопадных дубов и маньчжурских орехов. Найдена среди берёз, молодых деревьев тсуги китайской и сосны Армана, заменяющей здесь корейский кедр. Обычными соседями катальпы являются виды липы и клёна, граб Турчанинова и лаковое дерево. Для подлеска характерна линдера туполопастная или лещина разнолистная при участии кизила японского, ирги (Amelanchier sinica) и падуба.
| Затенённые северные склоны (1000—1500 м) | Солнечные южные склоны (1000—1500 м)                  |
| ---------------------------------------- | ----------------------------------------------------- |
| Катальпа Бунге, магнолия Шпренгера.      | Кёльрейтерия, айлант высочайший, багрянник китайский. |

## Галерея

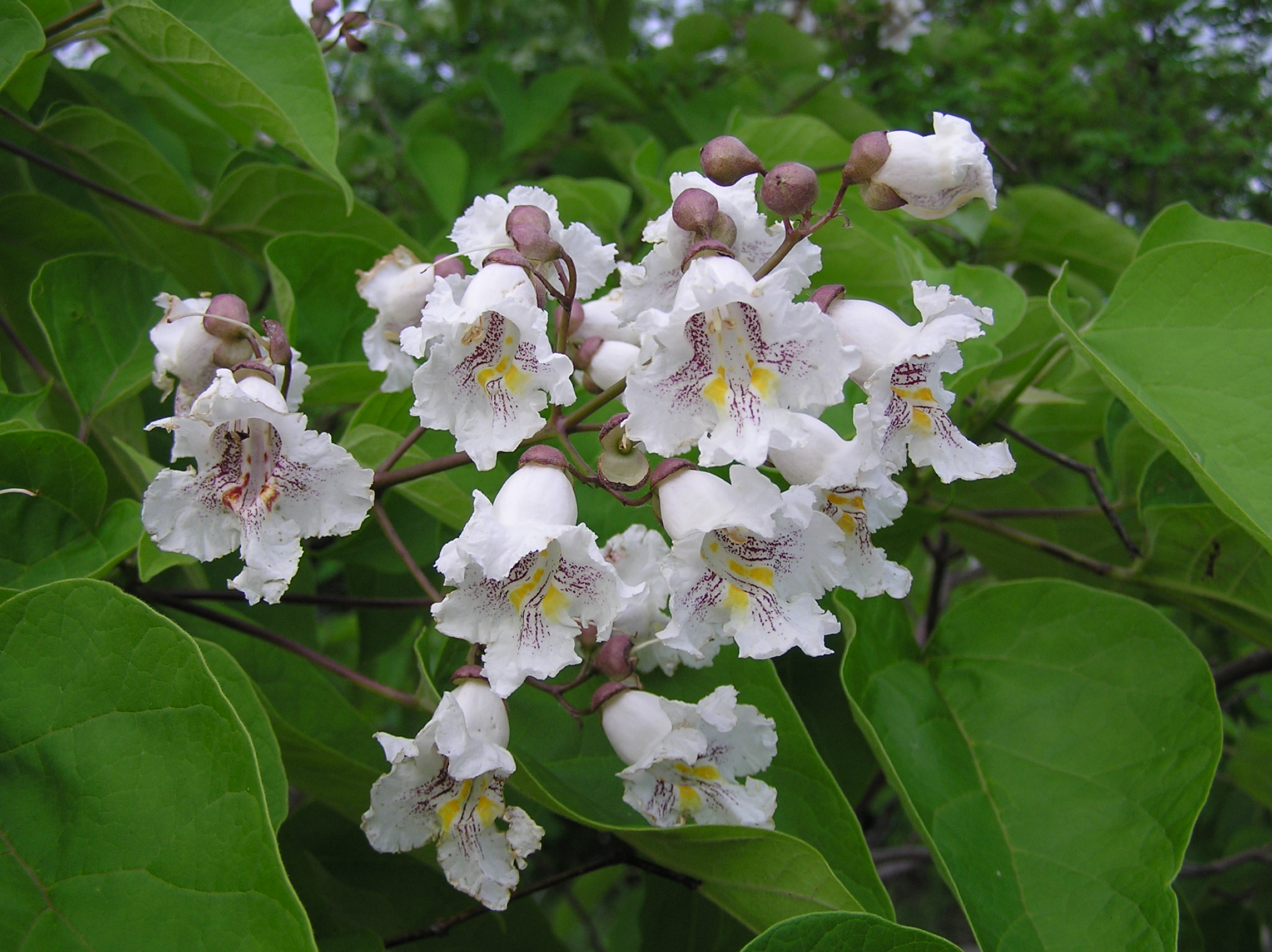
Катальпа бигнониевидная (Catalpa bignonioides), соцветие и листья. Саратов
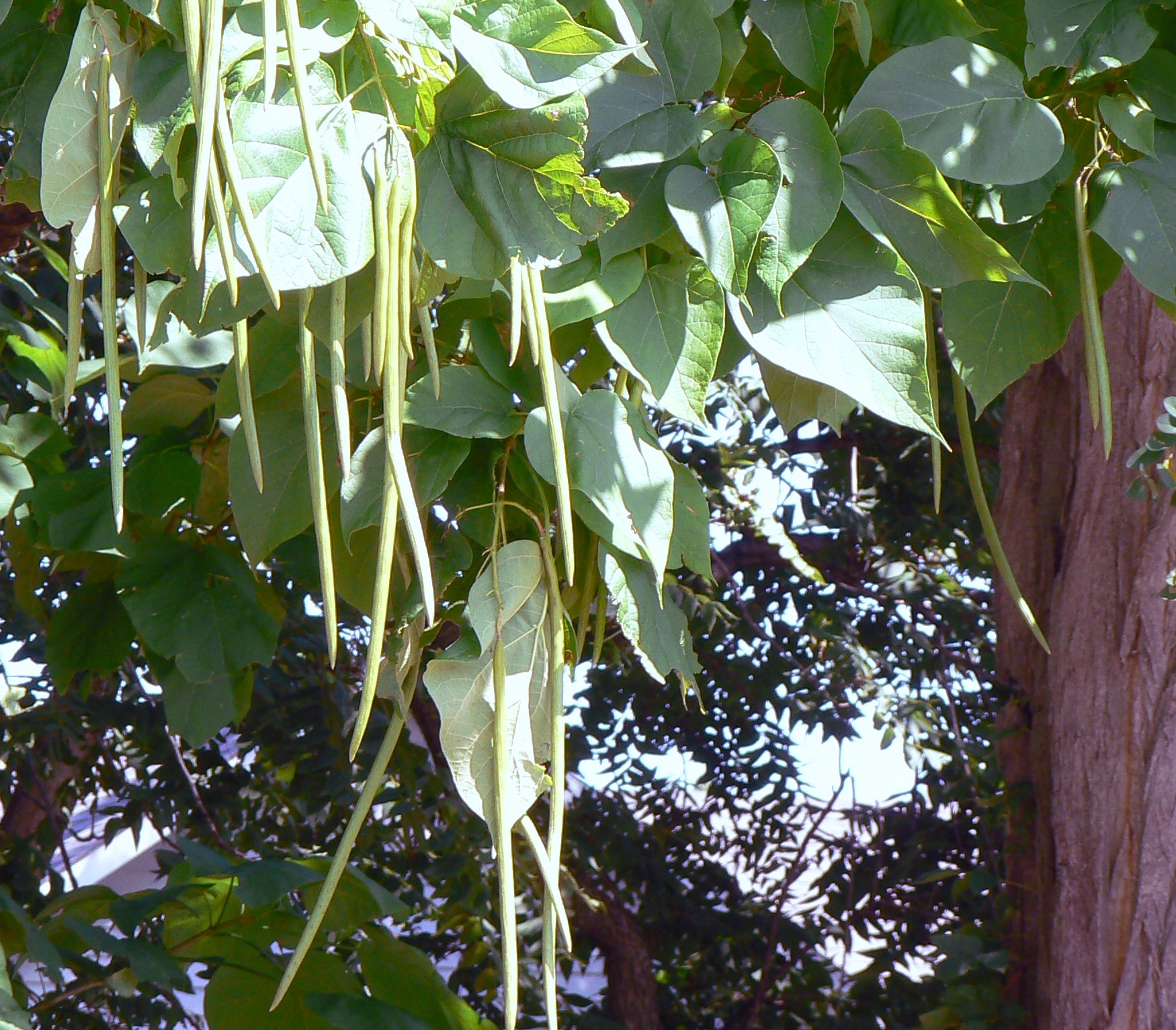
плоды
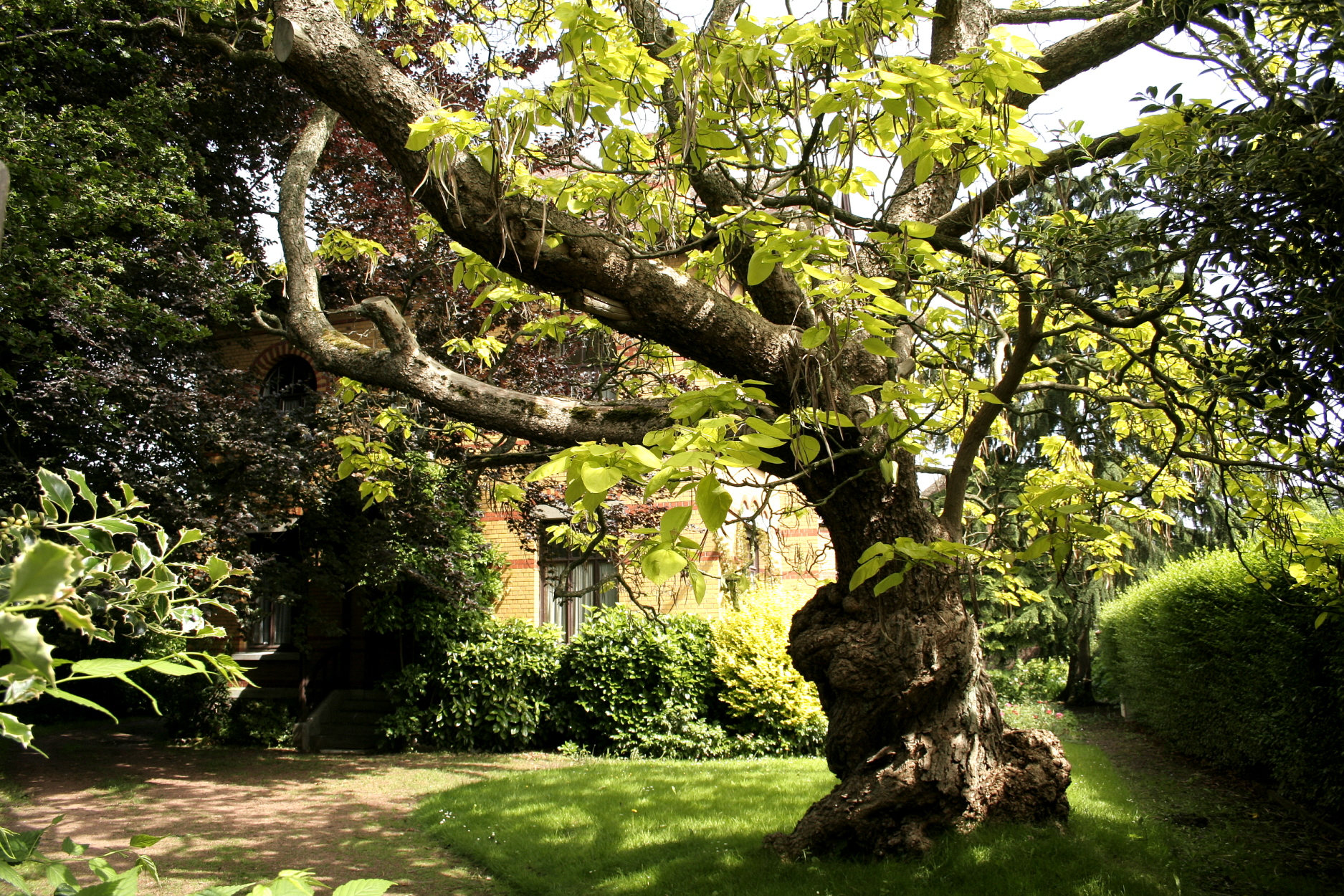
Бельгия, 2007
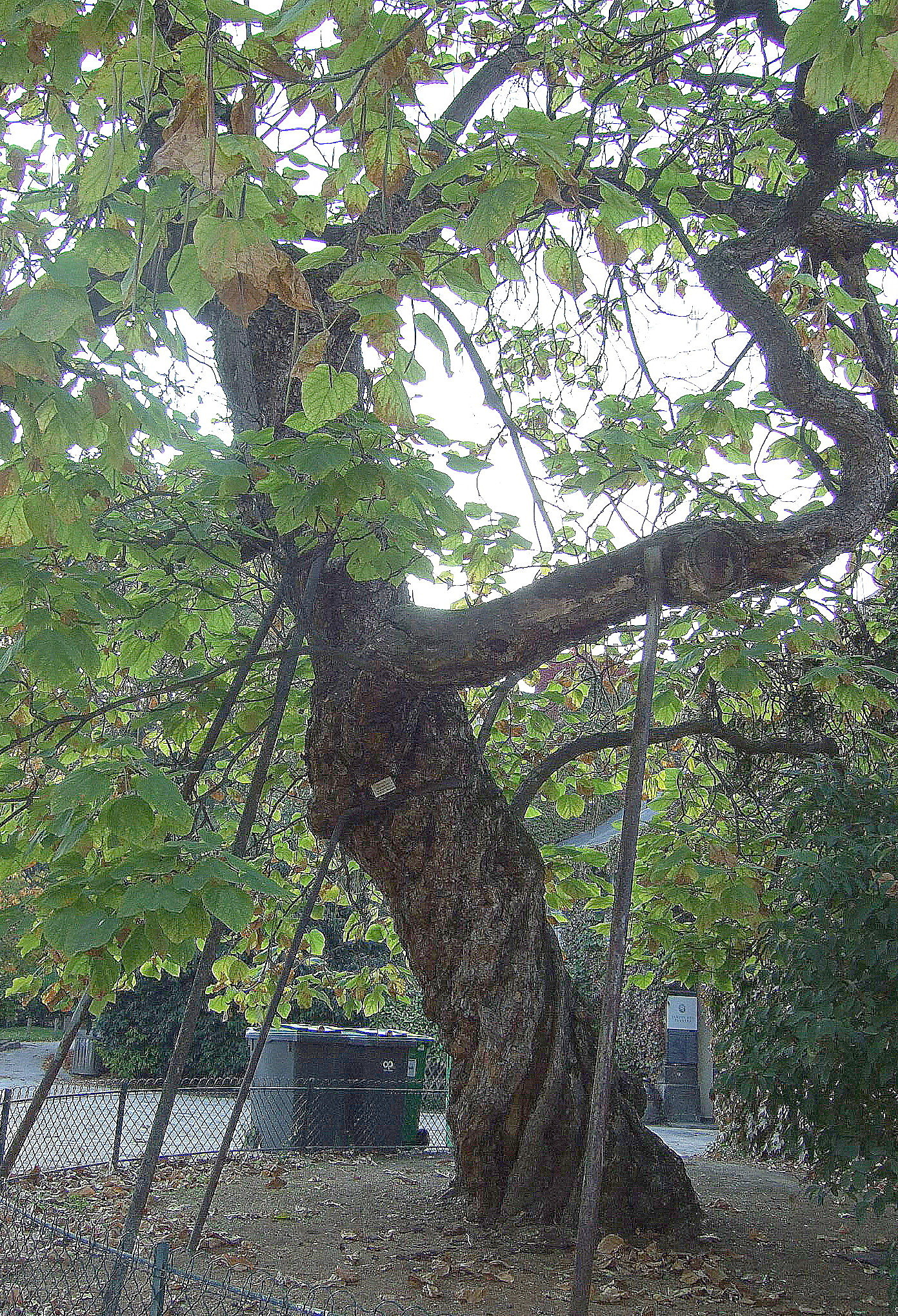
Сад растений, 2011
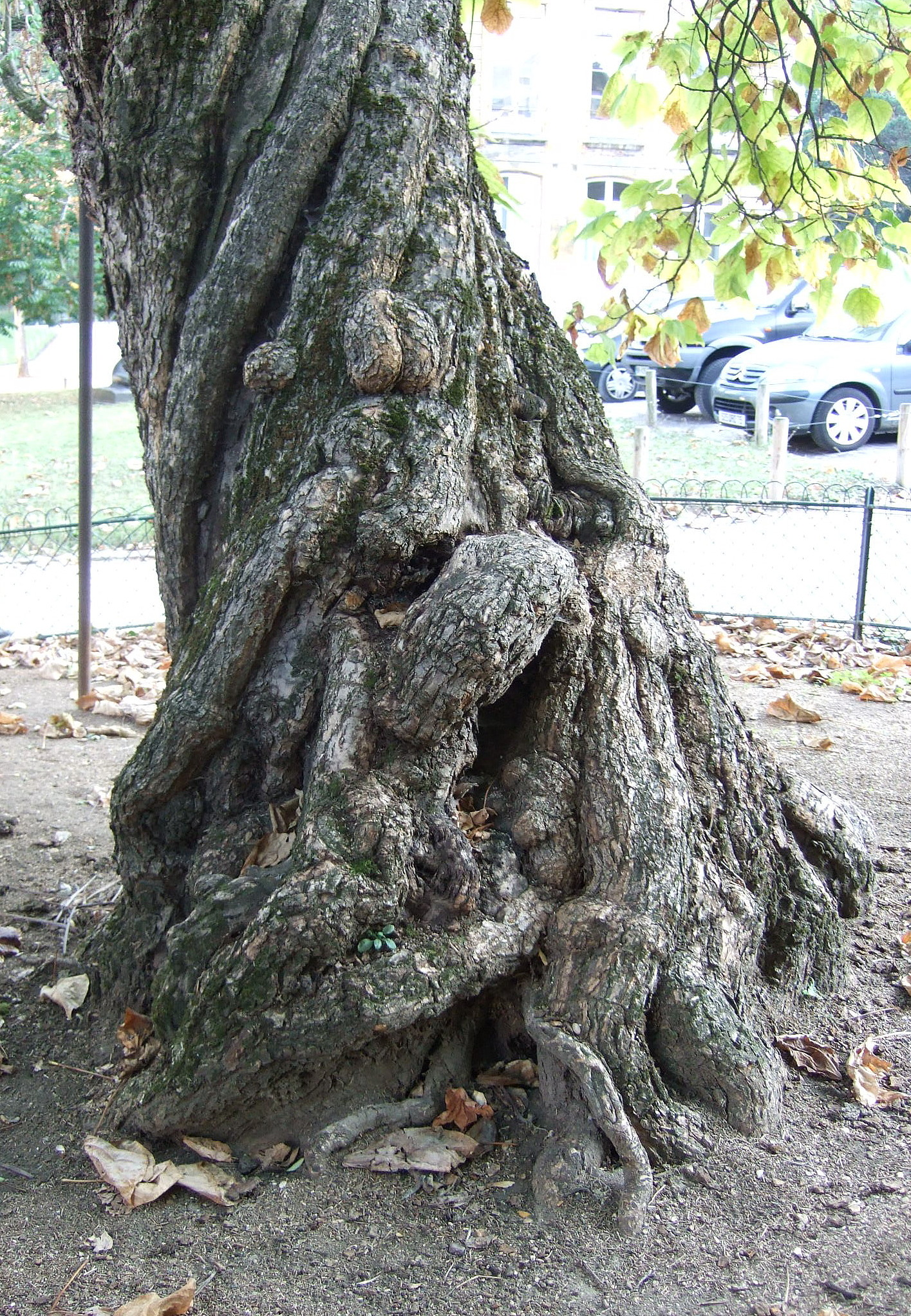
Сад растений, 2011
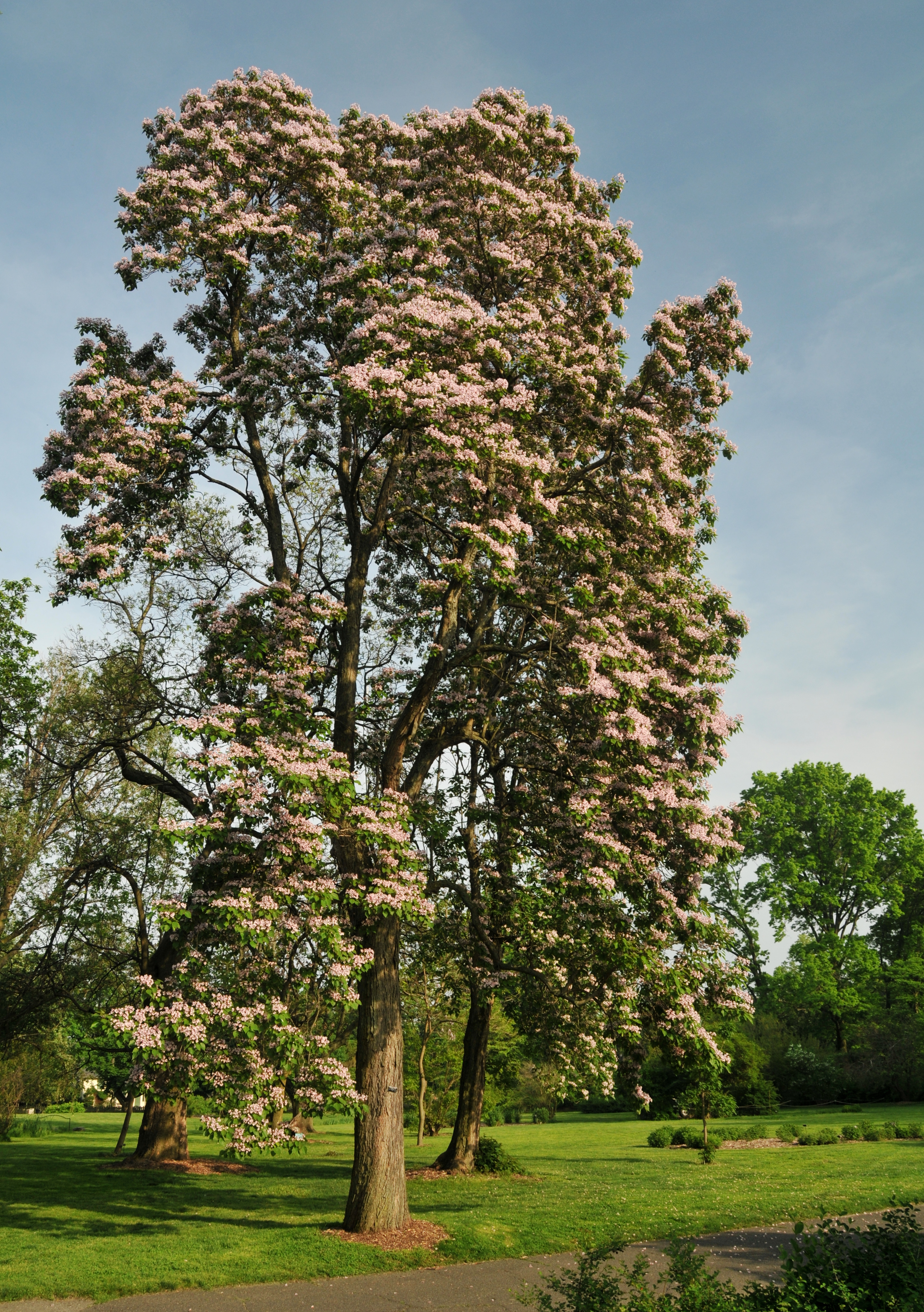
Катальпа Бунге